# Andreas Nilsson
Andreas Nilsson, né le 12 avril 1990 à Trelleborg, est un joueur de handball suédois évoluant au poste de pivot.
Avec l'équipe nationale de Suède, il est notamment vice-champion olympique en 2012 à Londres. Au Championnat d'Europe 2014, il termine à 100 % de réussite au tir avec 23 buts marqués sur 23 tentatives.

## Palmarès

### En équipe nationale
- 12e place au Championnat d'Europe 2014
- Médaille d'argent aux Jeux olympiques de 2012 à Londres,  Royaume-Uni
- 7e place au Championnat d'Europe 2014
- 10e place au Championnat du monde 2015
- 8e place au Championnat d'Europe 2016
- 11e place aux Jeux olympiques de 2016 à Rio de Janeiro,  Brésil
- 6e place au Championnat du monde 2017
- 5e place au Championnat du monde 2019
- 7e place au Championnat d'Europe 2020
- Médaille de Bronze au Championnat d'Europe 2024

Il n'a en revanche pas participé au Championnat d'Europe 2018 où la Suède a atteint la finale.

### En club
Compétitions internationales
- Vainqueur de la Ligue des champions (1) : 2013
  - Finaliste : 2015, 2016, 2019
- Vainqueur de la Ligue SEHA (4) : 2015, 2016, 2020 (en), 2021 (en)

Compétitions nationales
- Vainqueur du Championnat de Hongrie (4) : 2015, 2016, 2017, 2019
- Vainqueur de la Coupe de Hongrie (5) : 2015, 2016, 2017, 2018, 2021

### Distinctions individuelles
- élu meilleur pivot du championnat du monde junior 2011 en Grèce[3]
- élu meilleur handballeur de la saison en Suède en 2015/16
- élu meilleur pivot de la Ligue SEHA en 2020 (en)

## Galerie

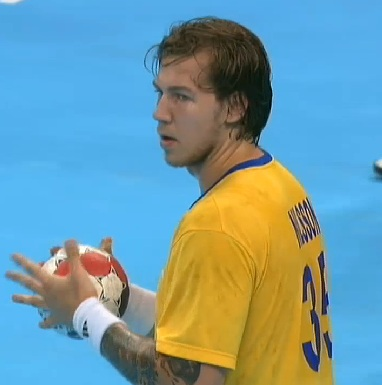
Avec la Suède en 2012
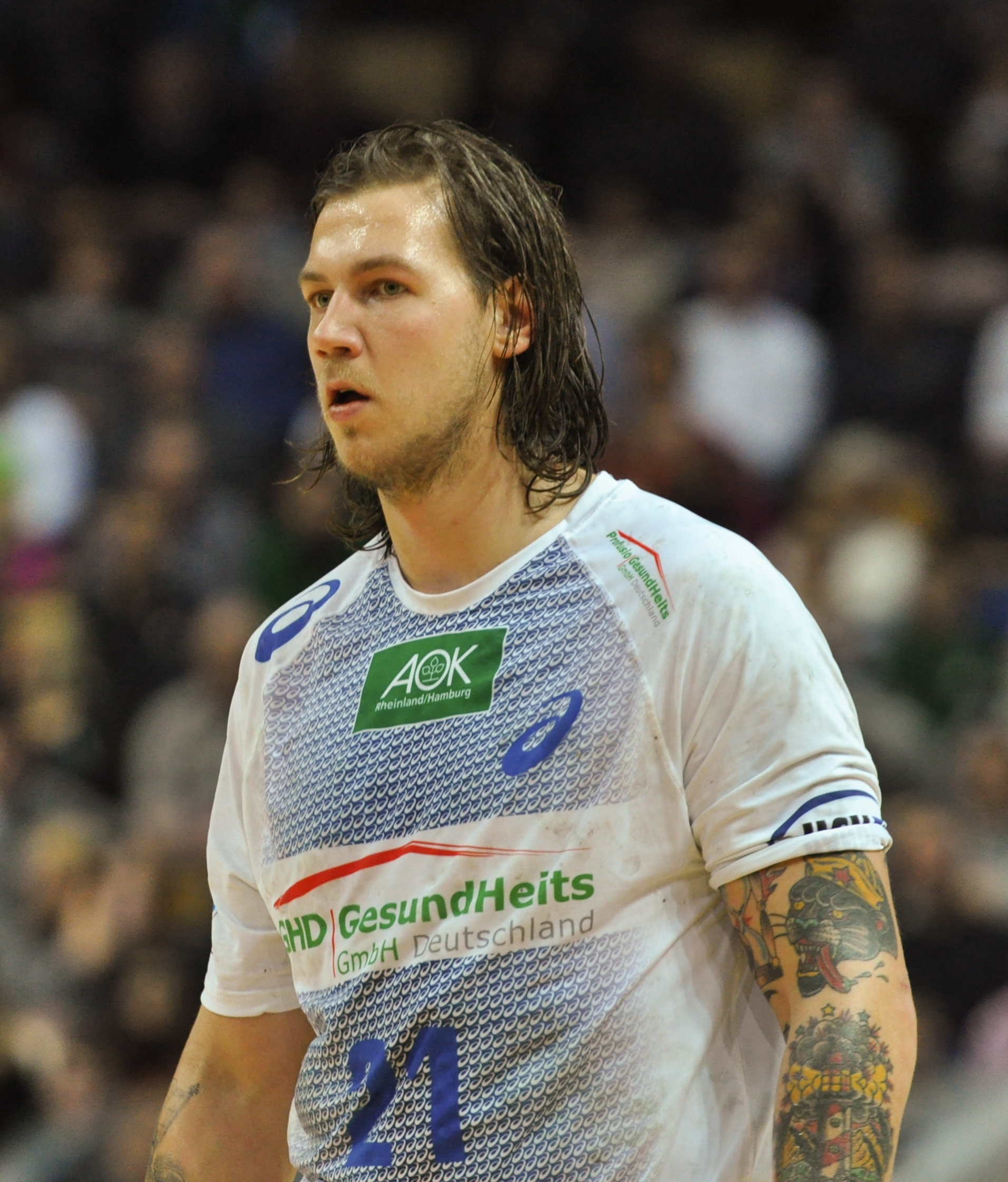
Avec Hambourg en 2014.
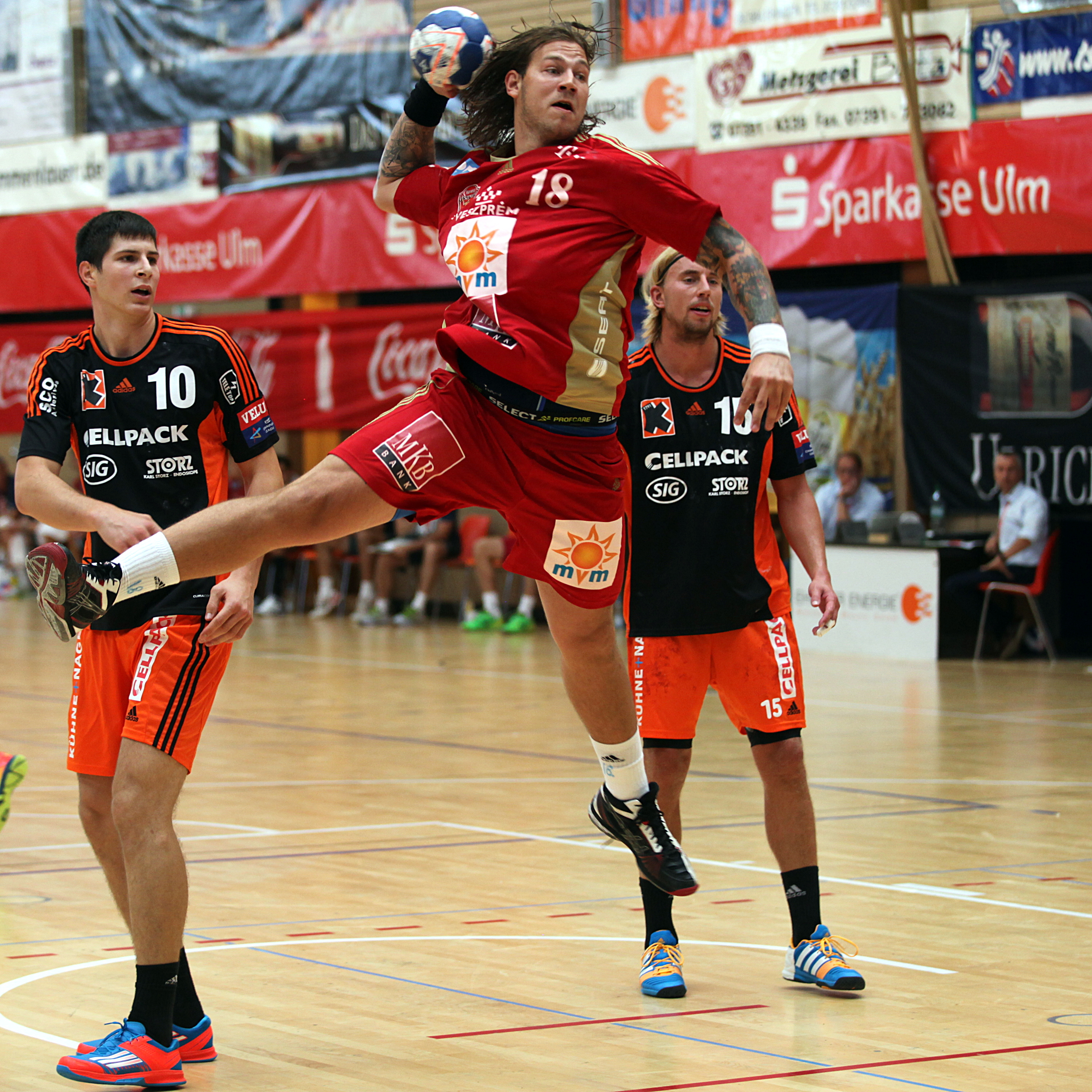
Avec Veszprém en 2014.
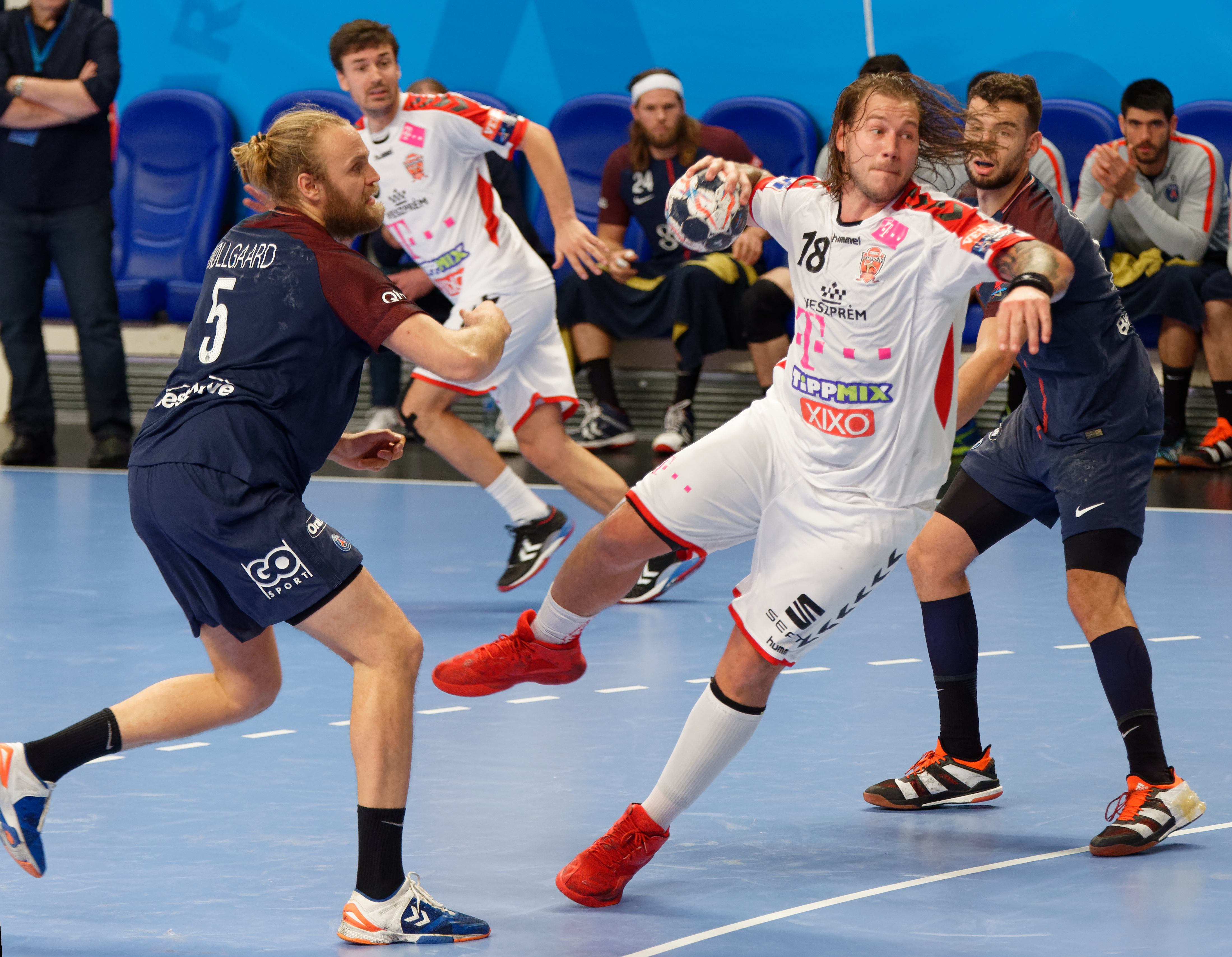
Avec Veszprém en 2017.